# ميسون زايد
ميسون زايد (بالإنجليزية: Maysoon Zayid)‏ ممثلة وناشطة وكوميدان أمريكية من أصول فلسطينية، ولدت في نيو جيرسي عام 1974 ، أصيبت منذ ولادتها بشلل في الدماغ ناتج عن خطأ طبي أثناء ولادتها، مما جعلها مصابة بالأرتعاش وعدم القدرة علي المشي، ورغم ذلك ساندها أبواها ولم يستسلما لإعاقتها ويعاملاها كطفلة مسكينة مختلفة عن بقية إخوتها الأصحاء، حتى بدأت خطواتها لكي تصبح ممثلة ستاند أب كوميدي وتقدم عروضها في عدة دول، وتصبح أول ممثلة عربية ومسلمة تقدم هذا النوع الصعب من الفنون الكوميدية، ساهمت في العديد من النشاطات السياسية لدعم القضية الفلسطينية، بالإضافة الي العديد من الأنشطة الخيرية.

## نشأتها
ولدت في نيو جيرسي عام 1974 لأبوين أمريكيين من أصول فلسطينية، أصيبت منذ ولادتها بشلل في الدماغ ناتج عن خطأ طبي أثناء ولادتها، مما جعلها مصابة بالأرتعاش وعدم القدرة علي المشي ورغم ذلك ساندها أبوان لم يستسلما لإعاقتها ويعاملاها كطفلة مسكينة مختلفة عن بقية إخوتها الأصحاء، بل كانوا يعاملونها مثلهم، فهي يجب أن تشارك في أعمال المنزل وتتعلم في مدرسة عادية وتتفوق أيضا. ليس مسموحا لها أن تتوقف عند إعاقتها، فرغم تأكيد الأطباء لهم أنها معوقة ولن تستطيع حتى المشي لإصابتها بشلل في الدماغ ناتج عن خطأ طبي أثناء ولادتها، لم يحيطاها بحنان عقيم يمنع عنها نسمة الهواء الباردة بل وقفا بها في وجه الريح، لقد جعل أبوها من قدميه مسندا لقدميها وخطا بها خطواتها الأولى تجاه النجاح وعمرها خمس سنوات. كان يقول لها ليس هناك حلم مستحيل وكان شعاره تستطيعين أن تستطيعي! تعلمت منه المشي وتعلمت أن تتغلب على أكثر من 90 علة تعانيها؛ أقلها سخرية الناس منها تقول لو أن هناك أولمبياد للقهر لفزت بالميدالية الذهبية.
مارست فنًا من أصعب الفنون وهو فن الاستاند اب وواجهت الجمهور بجسد مرتعش طوال الوقت، تمارس كوميديا الموقف أو الوقف وهي لا تستطيع الوقوف. ورغم أنها درست التمثيل والمسرح ونجحت بتفوق إلا أنه لم يسند لها دور حتى دور المعوقين لعدة أسباب منها أصولها وديانتها وإعاقتها! لذا كانت تقوم بإيصال الممثلين من نيويورك إلى أماكن العرض في نيوجرسي مسقط رأسها، تقول: لا أستطيع نسيان وجه أول ممثل أوصلته حين علم أن من تقله بسيارتها وتقود بهذه السرعة فتاة مصابة بشلل في الدماغ!
وحين دعاها كيث أوبيرمان إلى برنامجه العد العكسي لم تكتمل فرحتها فقد أجلسوها على كرسي دوار وبعجلات ولم تستمع مديرة المسرح لطلبها تغييره، فهي تعلم أن رعشتها ستتسبب في دوران الكرسي بها، لذا ظلت تمسك بالطاولة طوال وقت بث البرنامج المباشر! وبعد انتهاء اللقاء عبرت عن غضبها وكانت تعتقد أنها النهاية ولم تعلم أنها ستكون شريكة دائمة لمقدمه ويوضع لها كرسي ثابت! لقد أسست عام 2008 مؤسسة ميسون الخيرية لأطفال فلسطين، تقدم لهم فيها ما قدمه لها والداها، وتهدي إلى ذكرى والدها هذه الجملة «لقد استطعت أن أستطيع»، وكلنا نستطيع.

## حياتها العملية
حصلت ميسون علي درجة بكالريوس في الفنون التمثيلية من جامعة ولاية أريزونا، بدأت حياتها التمثيلية في أحد دور الأوبرا الصابونية الشعبية تسمى (إذ ذا ورلد ترنس) لمدة عامين، وظهرت كضيف شرف في مسلسل قانون ونظام وen:NBC Nightly News وهيئة الإذاعة الأمريكية  وقامت بالتمثيل في فيلم لا تعبث مع زوان (بالإنجليزية: You Don't Mess with the Zohan)‏
في خريف 2006 , ظهرت ميسون لأول مرة في برنامجها الخاص Little American Whore (LAW في مسرح لوس أنجلوس الكوميدي المركزي، أنتح وأخرج من قبل Kathy Najimy . في 2008 , سيناريو LAW اختير لمختر كتاب سيناريو صندانس، الإنتاج بدأ مع ميسون بدور رئيسي في خريف 2009 .

## عملها كستاند اب كوميدي
خلال تجربة التمثيل المبكرة، وجدت إعاقتها وأصلها تعيقها بشكل متكرر، عندها حولت ميسون مسيرتها في التمثيل إلى الكوميديا وبدأت بالظهور أرقى نوادي نيويورك مثل: Caroline's، Gotham, and Stand Up NY, حيث تأخد مواضيع جدية مثل الأرهاب والصراع الفلسطيني والإسرائيلي.
شاركت ميسون في تأسيس «مهرجان العرب الأمريكان - نيويورك» في 2004 مع الكوميديا «دين عبيد الله». وكان هذا مهرجان أول من نوعه فحصل على تغطية إعلامية وطنية ودولية، ويقام سنويا في مدينة نيويورك ويعرض كوميديين، ممثلين، كتاب مسرحيين ومنتجي أفلام من العرب الأمريكان.
عادة ما تظهر وتعرض نفسها في المناطق المختلفة حيث تقدم عروض، أو كضيف خاص في فرقة محور الشر الكوميدية Axis of Evil Comedy Tour . كما تشارك في تقديم البرنامج الإذاعي «فن مجنون» حيث تشارك مقدمته مع دين عبيد الله.
كما يستطاع أيضا رؤية ميسون في الوثائقي القادم (المسلمون قادمون) المسلمون قادمون، الذي يصور مجموعة من الكوميديين من المسلمين الأمريكان الذين يجولون الولايات المتحدة في جهود لمحاربة الفكرة السائدة عن المسلمين في أمريكا.هذا الفيلم يضم مجموعة من المشاهير مثل: جون ستيورت، ديفيد كروس، جانين غاروفالو، راشيل مادو وآخرين.
ظهرت في البرنامج العد التنازلي مع كيث أولبرمان Countdown with Keith Olbermann مرات عديدة وفي البرنامج التلفازي ميليسا هاريس بيري ميليسا بيري ‏ في نهاية عرض ديسمبر 2012 كجزء من من فريق من المعلقين الكوميديون.
كما قدمت عرض في المؤتمر السنوي لتيد تيد.

## العمل الخيري
ميسون تقضي ثلاثة أشهر من السنة في المناطق الفلسطينية، حيث تدير برنامج فنون للأشخاص ذوي الإعاقات واليتامى في المخيمات الفلسطينية، حيث تساعد الأطفال في استخدام الفن بطريقة لبناء جسر وسد الفجوة بين ذوي الإعاقة ومن هم غير ذوي الإعاقة. children. Eighty percent of the funding for the camps comes from her comedy work.

## روابط خارجية
- الموقع الرسمي
- ميسون زايد على موقع IMDb (الإنجليزية)